# 2002년 전주국제영화제
제3회 전주국제영화제는 2002년 4월에 개최된 영화제이다. 한국소리문화의 전당(메인 상영관)외 8개관, 야외극장 1개소에서 개최되었다.

## 수상 및 후보

### 우석상
- 형 - 얀 얀 막 수상

### JIFF 최고인기상
- 센과 치히로의 행방불명 - 미야자키 하야오 수상

### JJ-Star상
- 엔젤역 출구 - 블라디미르 미차렉 수상

### 디지털 삼인삼색
- 서바이벌 게임 - 문승욱
- 설날 - 왕 샤오슈아이
- 히로시마에서 온 편지 - 스와 노부히로

### 월드 시네마스케이프
- 개같은 나날 - 울리히 사히들
- 거리의 아이들 - 제라도 토트
- 끽연 구역 - 베로니카 첸
- 나의 별 - 발레슈카 그리제바흐
- 란유 - 관금붕
- 볼리비아 - 아드리안 카에타노
- 삼인조 택시 강도 - 올랜도 루버트
- 센과 치히로의 행방불명 - 미야자키 하야오
- 에스코트 - 치 싱
- 자유 - 리산드로 알론소
- 자유 문신 - 왕 통
- 조용한 마을 - 로베르 구에디귀엥
- 한숨 - 다미안 오둘
- 헤이 해피 - 노암 고닉

### 시네마페스트 영화궁전
- 골든 볼 - 세윅 듀크레
- 병아리 - 자바드 아르다카니
- 에밀과 탐정들 - 프란지스카 부흐

### 시네마페스트 불면의 밤
- 모델 - 울리히 사히들
- 상실시대 - 울리히 사히들
- 애니멀 러브 - 울리히 사히들

### 디지털스펙트럼
- 고요한 곳 - 나가사키 슌이치
- 광대 무대에 오르다 - 추이 즈언
- 교차로의 지워진 기억 - 크리스토퍼 페팃
- 김진아의 비디오 일기 - 김진아
- 나비 - 문승욱
- 낙원극장 - 프로젝트팀 낙원극장
- 낙타들 - 박기용
- 내사랑 지하 - 임흥순
- 농부와 함께 춤을 - 우 웬광
- 뉴욕 - 젬 코엔
- 뉴욕으로부터 온 편지 - 마하마트 살레 하룬
- 도쿄 X 에로티카 - 제제 타카히사
- 매닉 - 조던 메라메드
- 물망초 - 박주연
- 바다에서 - 존 조스트
- 박스 - 박스
- 본 누벨 - 벵상 디유트르
- 부에노스 아이레스 - 파블로 트라페로
- 뻑큐멘터리 - 박통진리교 - 최진성
- 사랑이란 - 사이토 히사시
- 상하이 패닉 - 앤드류 정
- 상하이에서 - 로예
- 새로운 땅 - 게이르 한스텐 예르겐센
- 성 페테르츠부르그 11월 11일 - 나탈리 알론소 카잘
- 스트라스 - 빈센트 란누
- 안녕 테레스카 - 로버트 글린스키
- 애국자 게임 - 경순 외1명

### 얀의 회상
- 얀 네메치
- 엔젤역 출구 - 블라디미르 미차렉
- 웨이킹 라이프 - 리처드 링클레이터
- 유행가3 - 배영환
- 육체의 향연 - 장 마크 바
- 인간의 시간 - 태준식
- 자카르타의 항구 - 가린 누그로호
- 천국에서 추방되다 - 베라 치틸로바
- 철길 따라 - 두 하이빈
- 첼시 호텔 - 에단 호크
- 철서구 1부 - 녹 - 왕빙
- 패스포트 - 페테르 고테르
- 하바나 - 미카엘 필즈
- 호텔 - 마이크 피기스
- 화물선 - 라우라 와딩턴
- 희망의 철로 - 닝 잉
- S씨의 하루 - 박용석

### 한국영화의 흐름
- 아미그달라 1편 - 쉬즈 곤 - 김의석
- 아미그달라 2편 - 늪을 걷다 - 이충직
- 아미그달라 3편 - 비트윈 - 이현승
- 아미그달라 4편 - 너의 이름은 아르헨티나 - 한상준
- 첫 키스 - 김명화
- 공공의 적 - 강우석
- 마리 이야기 - 이성강
- 우렁 각시 - 남기웅
- 정글 쥬스 - 조민호
- 죽어도 좋아! - 박진표

### 한국단편의 선택: 비평가주간
- 1979년 10월 28일 일요일 맑음 - 권종관
- 돼지 멱따기 - 정강우
- 목요일 3교시 - 임나무
- 사춘기 - 제창규
- 삶은 달걀 - 황철민
- 새천년 건강 체조 - 권경원
- 숨바꼭질 - 권호영
- 스토리 블라인드 - 변승현
- 안다고 말하지 마라 - 송혜진
- 연애에 관하여 - 김지현
- 외계의 제19호 계획 - 민동현
- 이발소 이씨 - 권종관
- 자살 비디오 - 최양현
- 지우개 따먹기 - 민동현
- 짜라파파 - 이세련
- 탐폰 설명서 - 성새론
- 호모 파베르 - 윤은경 외1명

### 전주소니마주
- 칼레 54 - 페르난도 트루에바

### 디지털 필름 워크숍
- 경 - 시선
- 구멍 - 김상기 외3명
- 얼룩 - 박중권 외3명
- Box 안의 소년 - 나의 국가를 찾아서 - 김민경 외4명

### 아시아 독립영화 포럼
- 그 눈물 다시 한번 - 우시야마 준이치
- 나비의 미소 - 지엔준 허
- 디너 - 예 주 쿠앙
- 떠돌이 승려 - 탄비르 포캄멜
- 물고기와 코끼리 - 리 위
- 미러 이미지 - 샤오 야 췐
- 란도리 - 모리 준이치
- 섹스와 사랑의 지도 - 진요성
- 슬픔을 안고 떠나다 - 최윤신
- 싸우는 군인들 - 카메이 후미오
- 악령 - 마리오 오하라
- 안양의 고아 - 왕 차오
- 연안 생활기 - 가오 우에진 외1명
- 왕수선의 여름 - 리 지샹
- 인간 희극 - 홍홍
- 일본의 비극 - 카메이 후미오
- 잃어버린 계곡 - 팜 누에 지앙
- 잊혀진 군대 - 오시마 나기사
- 전쟁 중의 청춘 - 왕옌
- 천진두 - 유 사오 이앙
- 침묵의 강 - 닝 징우
- 파도(일본어판) - 오쿠하라 히로시
- 형 - 얀 얀 막

### 애니메이션 비엔날레
- 검은 양 흰 양 - 바클라프 베드릭
- 게슈탈트 - 이시다 타카시
- 골드프레임 - 라울 세르베
- 공간 속의 파편 - 레프 클레쇼프
- 교차로 - 손효석 외5명
- 금붕어 묘지 - 방의석
- 길 - 베벨 노이바우어
- 나혜석 괴담 - 곽은숙
- 너나 잘해! - 신영재
- 다큐멘터리 페도르 키투르크 - 오토 앨더
- 두 마리의 꽁치 - 쿠리 요지
- 레이디 파버티 - 블라스타 포스피실로바
- 리듬 - 레프 클레쇼프
- 헝가리 무곡 #8 - 마법사의 도제 - 오스카 피싱어
- 마법의 부싯돌 - 다그마르 두브코바
- 만화경 - 렌 라이
- 말 말 말 - 미카엘라 파브라토바
- 말하느냐 마느냐 - 라울 세르베
- 메데아 - 피에르 파올로 파졸리니
- 메모리 퍼즐 - 강승현 외4명
- 모나리자의 미소 - 이리 브르데카
- 모션 페이팅 No. 1 - 오스카 피싱어
- 무라티 - 오스카 피싱어
- 무지개를 향해서 - 오카모토 타데이너리
- 바람이 불 때 - 지미 T. 무라카미
- 바실리가 그럴 수밖에 없었던 이유 - 표도르 키투르크
- 밤의 나비 - 라울 세르베
- 방 - 쿠리 요지
- 부유하는 세계의 이야기 - 알랭 에스깔
- 분홍 코끼리 - 이리 미스카
- 비전 - 페렝 카코
- 빨간 도깨비, 파란 도깨비 - 오카모토 타데이너리
- 사과 아가씨 - 브제티슬라브 포야르
- 사랑 - 쿠리 요지
- 사이 - 홍덕표
- 사이렌 - 라울 세르베
- 사자와 소 - 표도르 키투르크
- 색채의 비행 - 렌 라이
- 색채의 비명 - 렌 라이
- 생명의 물 - 즈넥 스메타나
- 생쥐 만세! - 파벨 쿠츠키
- 섬 - 표도르 키투르크
- 소천지 - 김경숙
- 속도광 - 이리 트른카
- 손 - 이리 트른카
- 쇼 - 전영찬
- 술은 안돼! - 브제티슬라브 포야르
- 슬롭체 M - 이리 브르데카
- 아트락션 - 라울 세르베
- 알 요리법 - 김수진
- 알고리즘 - 베벨 노이바우어
- 암탉에게 무슨 일이 있었나 - 블라디미르 이라넥
- 여우의 노래 - 오카모토 타데이너리
- 연분 - 이애림
- 연설이 곧 시작됩니다 - 브제티슬라브 포야르
- 오퍼레이션 X-70 - 라울 세르베
- 요요지가 - 이석연
- 웰컴 투 프라하 - 파벨 쿠츠키
- 은하의 물고기 - 타무라 시게루
- 음악가와 죽음 - 루보미르 베네스
- 의자 - 쿠리 요지
- 이력서 - 파벨 쿠츠키
- 인간 동물원 - 쿠리 요지
- 알레그레토 - 오스카 피싱어
- 전쟁의 시간 - 알렉한드라 J. 로페즈
- 주문이 많은 요리점 - 오카모토 타데이너리
- 즉흥 이미지 5 - 폴 글래비키
- 지상에서 가장 아름다운 경기 - 데이브 언윈
- 참나무 잎이 떨어질 때 - 블라스타 포스피실로바
- 초대 - 김무연 외6명
- 카페 - 파벨 쿠츠키
- 큐브 - 즈넥 스메타나
- 크로모포비아 - 라울 세르베
- 탁산드리아 - 라울 세르베
- 탈 팔로우 - 렌 라이
- 태양 - 베벨 노이바우어
- 태양을 죽인 백만장자 - 즈데넥 밀러
- 퍼즐 - 미카엘라 파브라토바
- 페가수스 - 라울 세르베
- 페르딕스 - 이완규
- 푸가 - 이시다 타카시
- 프레임 속의 남자 - 표도르 키투르크
- 프리 래디컬스 - 렌 라이
- 필름 필름 필름 - 표도르 키투르크
- 하르피아 - 라울 세르베
- 한스와 마리의 이야기 - 카렐 제만
- 한여름 밤의 꿈 - 이리 트른카
- 해저 2만리 - 폴 글래비키
- 헝가리 무곡 #5 - 오스카 피싱어
- 헤어리 팟 푸리 - 즈넥 스메타나
- 황제의 나이팅게일 - 이리 트른카
- 엔젤 - 임아론
- 오토 - 전하목 외1명
- 가짜 인형 - 린다 김
- 필링 더 시티 - 최윤아
- 그랜마 - 조성연
- 정글 - 정승희
- 마우스 위드아웃 테일 - 박원철
- 리사이클링 - 박재모

### 오마주
- 고 피쉬 - 로즈 트로체
- 공동경비구역 JSA - 박찬욱
- 귀로 - 이만희
- 그 섬에 가고 싶다 - 박광수
- 그 해 겨울은 따뜻했네 - 배창호
- 길소뜸 - 임권택
- 나는 앤디 워홀을 쏘았다 - 메리 해론
- 남과 북 - 김기덕
- 데카메론 - 피에르 파올로 파졸리니
- 포이즌 - 토드 헤인즈
- 마태복음 - 피에르 파올로 파졸리니
- 벨벳 골드마인 - 토드 헤인즈
- 사격장의 아이들 - 김수용
- 살로 소돔의 120일 - 피에르 파올로 파졸리니
- 소년은 울지 않는다 - 킴벌리 피어스
- 순교자 - 유현목
- 스톤웰 - 나이젤 핀치
- 시리즈 7 - 다니엘 미나한
- 아라비안 나이트 - 피에르 파올로 파졸리니
- 아름다운 시절 - 이광모
- 오발탄 - 유현목
- 오타와로 가는 길 - 고라프 시스
- 은마는 오지 않는다 - 장길수
- 이 생명 다하도록 - 신상옥
- 이칸구트 - 기슬리 에링손
- 장마 - 유현목
- 졸도 - 톰 칼린
- 지옥화 - 신상옥
- 짝코 - 임권택
- 최후의 증인 - 이두용
- 캔터베리 이야기 - 피에르 파올로 파졸리니
- 키즈 - 래리 클락
- 테오레마 - 피에르 파올로 파졸리니
- 해피니스 - 토드 솔론즈
- 바르도 - 윤영호

### 스페셜 포커스 - 특별전
- 결승전 - 안디 로겐하겐
- 그들만의 월드컵 - 배리 스콜닉
- 맨발의 영광 - 김수용
- 북쪽 관중석 - 아돌프 빈켈만
- 엑스트라 맨 - 파올로 소렌티노
- 지미 그림블 - 존 헤이
- 축구 이야기 - 안드레스 우드
- 축구는 우리 인생 - 토미 비간트